# Gunnar Heinsohn

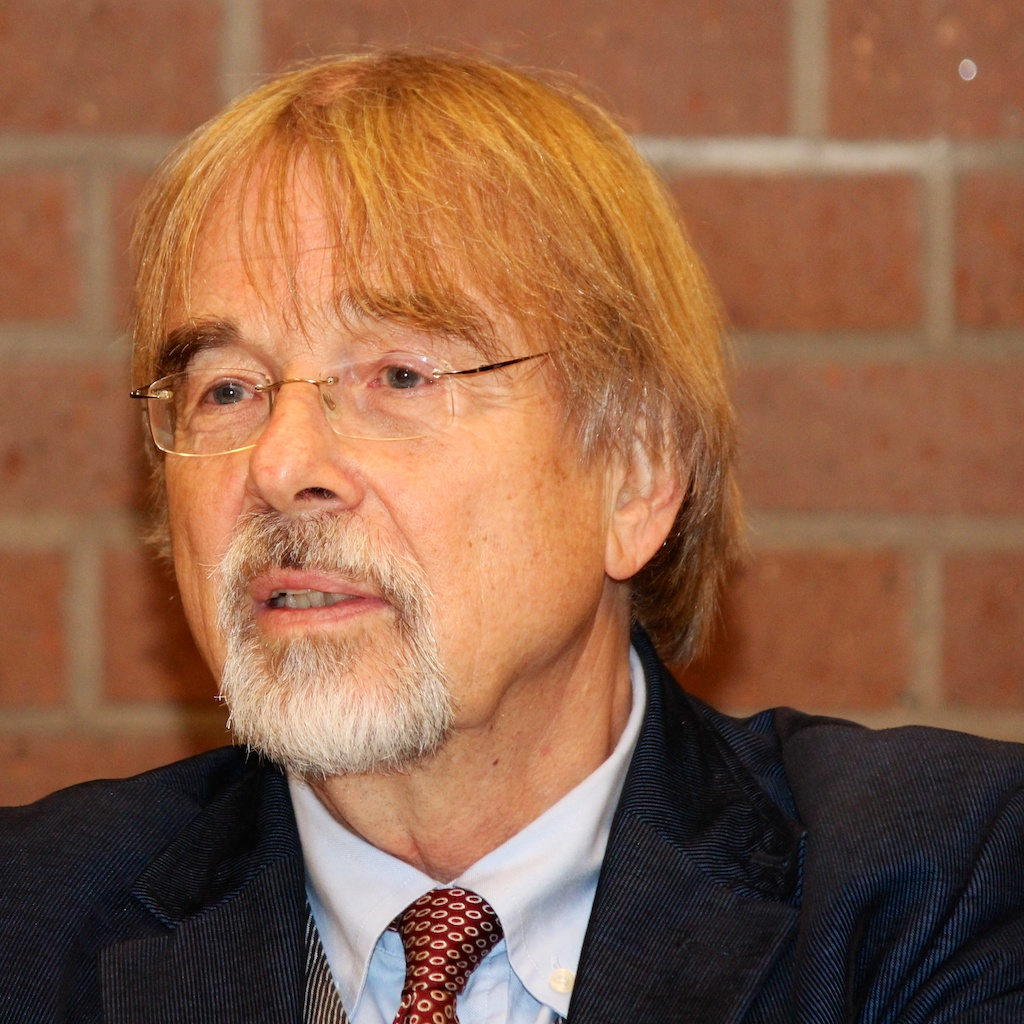
Gunnar Heinsohn (2013)

Gunnar Heinsohn (* 21. November 1943 in Gotenhafen, Deutsches Reich; † 16. Februar 2023 in Danzig, Polen) war ein deutscher Professor für Sozialpädagogik an der Universität Bremen, der sich vor allem als Soziologe und freier Publizist betätigte. Einer breiteren Öffentlichkeit wurde er durch Chronologiekritik und umstrittene Thesen zu Bevölkerungspolitik und Demographie bekannt. 

## Leben
Heinsohn war der dritte Sohn des U-Boot-Kommandanten Heinrich „Henry“ Heinsohn (1910–1943) und der Roswitha Heinsohn (1917–1992), Tochter Hermann Maurers. Heinrich Heinsohn war in Gdingen (damals eingedeutscht „Gotenhafen“) stationiert und kam noch vor der Geburt des Sohnes bei der Versenkung seines U-Bootes U 438 ums Leben. Im Juni 1944 kam die Familie nach Blankenhagen in Pommern. Im Januar 1945 folgte die Flucht nach Schashagen, 1950 zog die Familie dann nach Pützchen bei Bonn.
Heinsohn studierte ab 1964 an der Freien Universität Berlin einige Semester Jura, danach Publizistik, Soziologie, Psychologie, Geschichte, Wirtschaftswissenschaft und Religionswissenschaft. 1971 erlangte er sein Diplom in Soziologie mit einer Arbeit über Vorschulerziehung und Kapitalismus und wurde 1974 mit summa cum laude mit einer Dissertation über Vorschulerziehung in der bürgerlichen Gesellschaft: Geschichte, Funktion, aktuelle Lage promoviert.
Von 1973 bis 2009 lehrte er an der Universität Bremen Sozialpädagogik. Von Oktober 1976 bis März 1978 ließ er sich für einen Forschungsaufenthalt in den israelischen Kibbuzim (Adamit, HaSoreʿa und Jahel) beurlauben.
1982 wurde Heinsohn zum zweiten Mal mit dem besten Prädikat promoviert, diesmal in Wirtschaftswissenschaften, seine Dissertation befasst sich mit dem Kibbutz-Modell: Bestandsaufnahme einer alternativen Wirtschafts- und Lebensform nach 7 Jahrzehnten.
Von 1982 bis 1993 verbrachte er jährlich mehrere Monate in Toronto, um dort im Lesesaal der Robarts Research Library an seinen Projekten zu arbeiten.
1984 wurde Heinsohn als Professor für Sozialpädagogik an die Universität Bremen berufen.
Ab 1993 war er Sprecher des von ihm gegründeten Instituts für vergleichende Völkermordforschung (Raphael-Lemkin-Institut für Xenophobie- und Genozidforschung).
Heinsohn lehrte Eigentumsökonomie in den Masterkursen am Managementzentrum St. Gallen und am Institut für Finanzdienstleistungen Zug, einem der fünf Institute der Hochschule Luzern, sowie Kriegsdemographie an der Bundesakademie für Sicherheitspolitik und am NATO Defense College.
Er publizierte Beiträge in verschiedenen Zeitungen wie der Frankfurter Allgemeinen Zeitung, der Zeit und dem Schweizer Monat, ferner in Onlinemedien wie der Achse des Guten.

## Arbeitsfelder und Rezeption
Mehrere Monografien Heinsohns stießen in den Medien auf starke Resonanz. So wurde Warum Auschwitz? im Februar 1995 unter den Sachbüchern des Monats von der Süddeutschen Zeitung und dem NDR auf den dritten Platz gewählt; Die Erschaffung der Götter kam 1997 auf den ersten Platz der Bestenliste der Gegenwart. Von den Fachwissenschaften wurden Heinsohns Publikationen teilweise positiv rezipiert, teilweise auch kritisch. Letzteres galt besonders für seine Untersuchung zum Verhältnis von Hexenverfolgung und Demographie (Die Vernichtung der weisen Frauen, 1985, insgesamt 14 Auflagen) oder sein Infragestellen verschiedener Chronologien (Wann lebten die Pharaonen? 1990).

### Ökonomie

#### Privateigentum, Patriarchat, Geldwirtschaft, 1984
Die Werke zur Ökonomie publizierte Heinsohn meist gemeinsam mit Otto Steiger. In ihrem Werk Privateigentum, Patriarchat, Geldwirtschaft. Eine sozialtheoretische Rekonstruktion zur Antike (1984) kritisieren die Autoren die „herrschende Lehre“ (nach Carl Mengers Österreichischer Schule), dass es sich schon in den antiken Wirtschaften um arbeitsteilige Marktwirtschaften gehandelt habe, in denen Geld als universelles Tauschmittel für den Austausch von Gütern eingesetzt wurde. Dieses Geld sei dann auch für den Landkauf eingesetzt worden, wodurch das Privateigentum entstanden sei.
Nach Heinsohns und Steigers debitistischer Auffassung war im Gegensatz dazu das Privateigentum an Land Grundlage der Geldwirtschaft der Antike. Dieses neue rechtliche Eigentum, unterschieden vom tatsächlichen Besitz, sei historisch erstmals im Zuge der Sklavenaufstände der Antike beim Untergang von Mykene entstanden. Durch Eigentumstitel lässt sich Grundeigentum belasten, verpfänden und verkaufen. Die Vertragsverhältnisse zwischen Gläubigern und Schuldnern benötigen Geld und Zins als Mittel. Geld in Form von übertragbaren Schuldscheinen sei nicht durch Tauschakte, sondern durch Verpfändung von Eigentum gegen Zins entstanden.
Geld im Sinne von Schuldscheinen wird demnach nicht als Tauschmittel gesehen, sondern als Ausdruck eines Eigentumsanspruchs: Der Besitz von Geld stelle auch heute noch eine Forderung nach der Rückgabe oder den Erhalt von Gütern dar, obwohl der Anspruch selbst nicht durch Werthaltigkeit des Geldes oder ein bestehendes Gut gedeckt sein muss, sondern lediglich aus dem abstrakten, gedachten und geglaubten Eigentumstitel im Vermögen der Emissionsbank entstehen kann. Dieser Anspruch auf Eigentum werde von der emittierenden Bank vergeben, ohne dass die Bank selbst einen Gegenwert dazu besitzen noch weitergeben müsse. Diese vergebenen Ansprüche würden zum Vermögen der Bank gerechnet, das sie für weitere Kreditschöpfung nutzt.

#### Eigentum, Zins und Geld, 1996
1996 legte Heinsohn gemeinsam mit Otto Steiger (1938–2008) den Band Eigentum, Zins und Geld vor, der zuletzt in achter Auflage 2018 herauskam (Ergänzungsband 2002). Darin vertreten sie die These, Geld entstehe, „sobald ein Eigentümer Ansprüche gegen sein Eigentum einem anderen Eigentümer kreditiert, wofür dieser Zins und Tilgung verspricht sowie einen Teil seines Eigentums verpfändet.“
Geldschöpfung aus dem Nichts bezeichneten die Autoren als „Willkürgeld“. Nur belast- und verpfändbares Eigentum stelle eine verlässliche Basis für die Geld- wie für die Kreditschöpfung dar.
Der Ökonom Bernd Senf kritisierte 1999, damit sei die Möglichkeit gegeben, von der Forderung nach Anbindung an Bodenbesitz abzuweichen, wenn auch mit gravierenden Folgen. „Man könnte diese Sicherung allenfalls als eine notwendige Bedingung für die Stabilität des Geldes formulieren, aber doch nicht als eine Beschreibung der Wirklichkeit.“

#### Eigentumsökonomik, 2008
12 Jahre nach der Erstausgabe ihres Buches Eigentum, Zins und Geld erschien eine Neudarstellung ihrer Theorie der Eigentumsökonomik. Dieses Werk berücksichtigt die Debatten seit der Erstausgabe, an denen die Autoren mit vielen Aufsätzen teilgenommen hatten, die in zwei Sammelbänden erschienen waren.

#### Rezeption der ökonomischen Theorie
Der Ökonom Christoph Deutschmann lobte Heinsohn und Steiger 1998 dafür, dass sie Geld als Thema ernst nehmen, das in der neoklassischen Theorie als bloßes Tauschmittel angesehen werde und daher keiner eigenen ökonomischen Betrachtung bedürfe. Gleichzeitig kritisiert er die zirkuläre Struktur des Arguments von Heinsohn und Steiger, der Zins sei eine Prämie auf das Eigentum, Eigentum sei gegen Zinsen belastbar und verpfändbar. Dies sei eine Tautologie.
Der Finanzwissenschaftler Jürgen Backhaus bezeichnete 1999 Heinsohns und Steigers Annahmen als zutreffend und äußerte, dass sie in wirtschaftswissenschaftlichen Seminaren eine Rolle spielen könnten. Gleichzeitig zeigte er sich durch ihren Anspruch irritiert, etwas Neues entdeckt zu haben: Ihre Eigentumstheorie finde sich bereits in den Werken mehrerer anderer Wissenschaftler, so bei Svetozar Pejovic und Harold Demsetz.
Weitere kritische Auseinandersetzungen mit Heinsohns und Steigers Thesen finden sich 1998 bei Nikolaus K. A. Läufer, in dem 1999 von Karl Betz und Tobias Roy herausgegebenen Sammelband, in Veröffentlichungen des Geldmuseum der Deutschen Bundesbank und 2012 bei Axel Paul.
Im angelsächsischen Raum ist die Rezeption positiver: Ingo Sauer vermerkte 2015, dass angelsächsische Autoren, zuweilen ohne Kenntlichmachung der deutschsprachigen Diskussionen, die Betrachtungsweise von Heinsohn und Steiger adaptierten, wie etwa David Graeber, der die beiden Autoren in einer Fußnote nenne, oder Felix Martin, der die beiden Autoren nicht zu kennen scheine. Fredmund Malik lobte 2016 in einer Festschrift für Heinsohn, dass sein Ansatz „der praktischen Sichtweise der Unternehmen und insbesondere jener der Finanzchefs von Wirtschaftsunternehmen“ entspreche. Das Werk sei damit von „unschätzbar praktischem Wert für eine wirksame Führung, Steuerung und Gestaltung der Organisationen unserer Komplexitätsgesellschaft“. Nach Auffassung von Rolf Steppacher, Genf, hat die neoklassische Ökonomie „not even understood the logic of private property, the money logic, and its difference to possession logic. Understanding this was the contribution of Heinsohn and Steiger“.

#### Kritik der Euroeinführung
Zwischen 1997 und 2003 kritisierten Heinsohn und Steiger in etwa dreißig Aufsätzen die Einführung des Euro, weil eine Einheitswährung nur bei gleicher Qualität der Eigenkapitale der nationalen Zentralbanken und bei identischen Sicherheitsanforderungen an das von ihnen akzeptierte Kollateral der Geschäftsbanken funktionieren könne. Beide Bedingungen seien unerfüllt geblieben.

### Genozidforschung
1993 gründete Heinsohn auf Empfehlung des französischen Historikers Léon Poliakov an der Universität Bremen Europas erstes Institut für vergleichende Völkermordanalyse. Dieses Raphael Lemkin Institut für Xenophobie- und Genozidforschung erlosch mit Heinsohns Pensionierung im Jahr 2009. 1997 setzte Klaus von Münchhausen am Lemkin-Institut die Entschädigung der unter dem Hitlerregime ausgebeuteten Zwangsarbeiter durch.
1995 publizierte Heinsohn Warum Auschwitz? Hitlers Plan und die Ratlosigkeit der Nachwelt. Darin wandte er sich gegen die allgemein akzeptierte Unerklärbarkeit der Motive Adolf Hitlers bei der Judenvernichtung. Angesichts der von Hitler betriebenen Wiederherstellung eines „archaischen Rechts auf Infantizid“ (innenpolitisch) und der „Ausmordung von Lebensraum“ (außenpolitisch) identifizierte Heinsohn die – auch vom Christentum angenommene – jüdische Ethik der Lebensheiligkeit als entscheidendes Hindernis für Hitlers Weltmachtspolitik. Durch Auslöschung der Juden sollte diese Ethik ihren Träger verlieren, während Nichtjuden als „heilbar“ galten. 2013 begründete er diese These erneut in einem Band zu einer 2010 abgehaltenen Konferenz in Dresden. Der Politikwissenschaftler Lothar Fritze kritisierte diese Erklärung, weil das Tötungsverbot des Dekalogs auf den Bereich des Volkes Israel begrenzt gewesen sei. Zum anderen sei die physische Ausrottung einer Gruppe ein ungeeignetes Mittel, um eine Idee zu bekämpfen, die auch außerhalb dieser Gruppe weite Verbreitung fand. Heinsohns Deutung, die Fritze jedoch auf Fakten und nicht auf das weltanschauliche Selbstverständnis des Nationalsozialismus bezieht, sei daher „für das Verständnis des Handelns der Täter nicht wirklich aufschlussreich“.
1998 brachte Heinsohn das erste Lexikon der Völkermorde heraus.
1999 wurde er auf fünf Jahre in den Vorstand des neu gegründeten und bei Routledge erscheinenden Journal of Genocide Research berufen. Dort publizierte er den Essay What Makes the Holocaust a Uniquely Unique Genocide? In einer Zusammenfassung am Ende des Routledge History of the Holocaust erwähnte Saul Friedländer 2010 Heinsohns Zeitschriftenaufsatz in einer Bemerkung so, „perhaps a more accessible explanation, at least of the guiding ideology“.
Ermutigt vom Staatsminister für Kultur und Medien Michael Naumann entwarf Heinsohn 1999 ein Institut für Völkermordfrühwarnung (Genocide Watch). Naumann präsentierte das Konzept im Januar 2000 auf dem Stockholm International Forum on the Holocaust. Nach Naumanns Ausscheiden aus dem Amt wurde die Initiative von der Bundesregierung allerdings nicht mehr lange verfolgt.
Neil J. Smelser und Paul B. Baltes luden Heinsohn ein, für die International Encyclopedia of the Social and Behavioral Sciences den Eintrag Genocide: Historical Aspects zu verfassen, der 2001 erschien.

### Vorschulerziehung
An der Freien Universität setzte sich Heinsohn in den 1970er Jahren für die Verwissenschaftlichung der frühkindlichen Erziehung durch ihre Verankerung in der Universität ein. Seinen anfänglichen Optimismus, über frühkindliche Erziehung die Lebenslage ganzer Bevölkerungsgruppen verbessern zu können, formulierte er 1974 in seiner Studie Vorschulerziehung in der bürgerlichen Gesellschaft. Doch eine Bestandsaufnahme der Sozialisationsforschung führte ihn zur Skepsis gegenüber der pädagogischen Potenz von Kinderkollektiven mit Erziehern, die seiner Auffassung nach ihre Kräfte für das eigene Familienleben schonen müssten.
1979 wurde Heinsohn in den Beirat der neu gegründeten Zeitschrift Kindheit berufen. Dort publizierte er eine kurze „Weltgeschichte des Nachwuchses“ unter dem Titel Das ‚a priori’ von Kindheit – Die Herbeiführung der Generationsbeziehungen von den Stammesgesellschaften bis zum Kibbutz.

### Bevölkerungspolitik
In Artikeln in der Zeit  und der FAZ stellte Heinsohn in den 2000er Jahren die These auf, die „Bevölkerungsqualität“ in Deutschland nehme ab. Daher plädiert er für eine zeitliche Begrenzung der Sozialhilfe für alleinerziehende Mütter, diese Familienform sollte nicht weiter gefördert werde. Das Schulversagen der Kinder alleinerziehender Elternteile dürfe nicht durch Absenkung der schulischen Leistungsmaßstäbe kaschiert werden. Ebenso dürfe die überproportional hohe Kriminalität dieser Kinder nicht dem angeblichen Versagen der Gesellschaft angelastet werden, eine solche Begründung würde die Deliktzahl weiter steigern. Diese von ihm dargestellten Entwicklungen tragen nach Heinsohns Meinung dazu bei, „leistungsfähige Deutsche“ aus dem Land zu treiben und die gewünschten Immigranten der „jüngeren Elite“ aus dem „implodierenden Osteuropa“ abzuschrecken: „Warum sollte sie in ein bereits islamisch absinkendes Westeuropa streben?“
Diese Thesen wurden unter anderem von Thilo Sarrazin in Deutschland schafft sich ab aufgegriffen. Außerhalb rechtskonservativer Kreise war das Echo negativ: So wurde sein „Ton“ von Hans Endl als „absolut menschenverachtend und biologistisch“ bewertet. Als Beispiel nannte er Heinsohns Behauptung, dass bildungsferne Mütter bildungsferne Kinder gebären würden, woran auch keine Schule etwas ändern könne. Mit seiner Diffamierung von Hartz-IV-Empfängerinnen durch die Aussage, dass die Sozialhilfe Karrieren nur für Mädchen eröffne, „die beizeiten schwanger werden, um selbst Ansprüche aufbauen zu können“, mache Heinsohn die Hetze in der FAZ salonfähig. Die Politologin Naika Foroutan warf Heinsohn einen „entwürdigenden Utilitarismus“ vor, aber auch demagogische Berechnungen, wie die der angeblichen Steigerung der Sozialhilfequote bei Türken in Deutschland um 5000 Prozent.

### Religionswissenschaft
1977 stellte Heinsohn die These auf, das universelle Tötungsverbot, wie es das monotheistische Judentum auf den Weg gebracht hatte, sei eine Kompromissbildung zwischen Anhängern und Verwerfern der blutopferbestimmten „Himmelskörperreligionen“ Vorderasiens der Bronzezeit. Peter Sloterdijk spricht in diesem Zusammenhang von „hilflosem Philosemitismus“ bei Heinsohn. Ähnliche Thesen vertrat Immanuel Velikovsky 1978 in einem Artikel in der Zeitschrift Freibeuter.
1982 gründete er mit Christoph Marx die kurzlebige Gesellschaft zur Rekonstruktion der Menschheits- und Naturgeschichte.
Für Heinsohn eröffnete das Ende der Bronzezeitkatastrophen die Achsenzeit (Karl Jaspers) mit ihren geistesgeschichtlichen Umbrüchen und Neuerungen, zu denen auch der jüdische Monotheismus gehöre. Außerdem legte er Analysen des Judenhasses vor.

### Historische Demographie und Hexenverfolgung
1979 legten Heinsohn, Steiger und Rolf Knieper eine Theorie zur demografischen Entwicklung in der Neuzeit vor, in der sie die europäische Bevölkerungsexplosion ab dem späten 15. Jahrhundert zu erklären suchten. Die Konstanz der Bevölkerungszahlen im Mittelalter lag demnach nicht, wie die herrschende Meinung in der Demografie annimmt, in sehr hohen Geburten- und Sterbeziffern, sondern in bewusster Familienplanung der Frauen. Seit dem Spätmittelalter seien aber die bis dahin üblichen Methoden wie Empfängnisverhütung und Abtreibung kriminalisiert worden. Das gynäkologische Wissen über Geburtenkontrolle sei verloren gegangen. Dies sei durch die physische Vernichtung der Hebammen und anderen „weisen Frauen“ geschehen, die Heinsohn, Steiger und Knieper als Träger dieses Wissens annahmen: Eine zentrale Ursache der Hexenverfolgung im Spätmittelalter und in der Frühen Neuzeit sei also die Absicht der Kirchen und der Territorialstaaten gewesen, die Bevölkerungszahl zu heben. Zu diesen These legten Heinsohn und Steiger weitere Veröffentlichungen vor. Die Vernichtung der weisen Frauen wurde ein Bestseller. Im Spiegel erschien eine Titelgeschichte darüber, Heinsohns Grundnahmen stoßen im breiten Publikum bis heute auf Interesse.
In der Fachwissenschaft stieß die These einhellig auf Ablehnung. Einzig der amerikanische Medizinhistoriker John M. Riddle schloss sich im Anhang der Ausgabe von 2005 Heinsohns Thesen an. Eingewandt wurde unter anderem, dass in den zahlreichen Quellen zu den Hexenprozessen von Geburtenkontrolle kaum die Rede ist – Heinsohn und Steiger stützten ihre These einzig auf Quellen wie den Hexenhammer, mit dem die Verfolgung legitimiert wurde. Die Akten der einzelnen Prozesse ließen sie unberücksichtigt. Auch ihre demografische Grundannahme sei irrig: Spätestens seit dem Ende des 16. Jahrhunderts hätten die europäischen Gesellschaften nicht an Menschenmangel, sondern an Überbevölkerung gelitten. Der bei Hexenprozessen praktisch regelmäßig auftauchende Aspekt der Promiskuität lasse auch ein Aufgreifen der Punkte Empfängnisverhütung und Abtreibung plausibel erscheinen, ohne dass diese jedoch im Zentrum der Anklagen oder auch nur des Hexenhammers gestanden seien. Die Annahme einer Zentralsteuerung der Hexenverfolgung werde dem komplexen und diskontinuierlichen Geschehen nicht gerecht, in dem eben nicht nur Obrigkeit und Kirche Akteure waren, sondern auch die Bevölkerung. Insofern sei Heinsohns These eine Verschwörungstheorie. Die von Heinsohn behauptete Zahl von 20000 Todesurteilen des sächsischen Juristen Benedikt Carpzov wurde von Günter Jerouschek als unhaltbar bezeichnet, da Carpzov lediglich mit zwei (mit Freisprüchen endenden) Hexenprozessen befasst war. Der Historiker Gerd Schwerhoff forderte Heinsohn und Steiger zu einer öffentlichen Debatte mit Fachwissenschaftlern auf. Sie stellten sich dieser Herausforderung jedoch nicht.

### Kriegsdemographie
2003 stellte Heinsohn in seinem Buch „Söhne und Weltmacht“ die These auf, dass es bei einem starken Ungleichgewicht zwischen karrieresuchenden jungen Männern und verfügbaren gesellschaftlichen Positionen, dem so genannten Youth Bulge (Jugendüberschuss), notwendig zu Konflikten komme. Vor allem für den arabischen Raum umriss er gefährliche Potentiale. Um die Thesen des Buches entstand eine ausgedehnte Debatte. Der Demograph Steffen Kröhnert monierte, dass sich Heinsohn nur auf einige plausible Beispiele stütze statt auf breite statistische Empirie. Angesichts der Zunahme der Weltbevölkerung hätte es, würde Heinsohns These zutreffen, in den Jahren von 1950 bis 2000 eine überproportionale Zunahme an militärischen Konflikten geben müssen. Tatsächlich sei ihre Zahl in den 1990er Jahren aber zurückgegangen. Kröhnert konzedierte 2004, dass ein Youth Bulge durchaus ein Stressfaktor sein könne, der zur Verursachung von Kriegen beitrage, doch lasse sich nicht sagen, ob er nicht nur „Ausdruck des gesellschaftlichen Entwicklungsstandes ist, welcher Kriege begünstigt“. Wichtiger seien die Faktoren Bildungsmangel und die überlange Herrschaft verkrusteter Diktaturen sowie die „Entstaatlichung von Kriegen“ (Herfried Münkler). Auch Reiner Klingholz kritisierte 2004 in der Zeit die fehlende statistische Grundlage für Heinsohns Theorie. Er verwies auf Länder wie Brasilien oder Botswana, die einen Youth Bulge aufwiesen, von denen aber keine Kriegsgefahr ausgehe. Heinsohns Thesen und seine martialische Sprache stünden „dem Stammtisch näher … als der Wissenschaft“. Soziologen um Uwe Wagschal schlossen sich 2008 Heinsohns Thesen mit eigenen Untersuchungen an. Der Philosoph Peter Sloterdijk nannte Heinsohns Buch im Jahr 2006 „Pflichtlektüre für Politiker und Feuilletonisten“. Mehrfach war Heinsohn zu Gast in dessen ZDF-Sendung „Das Philosophische Quartett“.
Heinsohn entwickelte 2011 für die Abschätzung von Opferzahlen und die Dauer von nach Heinsohn durch „Jungmännerüberschuss“ getriebenen Konflikten einen „Kriegsindex“.

Der Ökonom Mohssen Massarrat schrieb 2007 in der Frankfurter Rundschau, dass etwa die Bevölkerungsentwicklung in Bangladesch, China und Brasilien zu Heinsohns Theorie nicht passe. Massarrat bezeichnete Heinsohns Postulat, dass internationale Hilfsorganisationen aufhören müssten, durch ihren Einsatz die „Kinderproduktion“ in Krisengebieten und Entwicklungsländern zu fördern, als „zynisch“.

### Chronologiekritik
Heinsohn vertrat ab 1987 chronologiekritische Thesen. Dabei folgte er zunächst Immanuel Velikovsky, versuchte dann jedoch, über dessen chronologiekritische Thesen hinauszugelangen. Bis 2011 arbeitete er in der Redaktion von Heribert Illigs Zeitschrift Zeitensprünge mit. Aufgrund stratigraphischer Analysen, denen er gegenüber anderen chronologischen Methoden den Vorzug gab, bestritt er unter anderem die Existenz der Sumerer, die nach herrschender Lehre der Altorientalistik im 3. Jahrtausend in Mesopotamien lebten. Heinsohn glaubte, dass es sich bei ihnen in Wahrheit um Chaldäer handelt, eine Kultur des 1. Jahrtausends v. Chr.
Auch nahm Heinsohn an, dass die etablierte ägyptische Chronologie zwei Jahrtausende zu viel umfasse und die ersten Pharaonen somit nicht um 3200 v. Chr., sondern um 1200 v. Chr. zu datieren wären. Die Hyksos identifizierte er mit den Alt-Akkadern, die gemeinhin 600 Jahre vor jenen um 2300 v. Chr. datiert werden.
Gegen Israel Finkelstein und Neil A. Silberman, die die Existenz eines Davidisch-salomonischen Großreichs um das Jahr 1000 v. Chr. herum bestreiten und die Existenz König Davids in Zweifel ziehen, beharrte Heinsohn auf dessen Historizität, verlegte ihn aber in das 7. und 6. Jahrhundert v. Chr.
Heinsohns chronologiekritische Thesen werden in den Altertumswissenschaften nicht rezipiert. Auch in der Gemeinschaft der Immanuel Velikovsky folgenden US-Katastrophisten, mit denen Heinsohn freundschaftlich verbunden war, finden seine chronologischen Thesen keine Anerkennung und stoßen auf große Zweifel.

## Ehrungen und Auszeichnungen
Die 2010 von Margaret Thatcher initiierte Stiftung New Direction: The Foundation for European Reform verlieh am 15. Juni 2016 in der Brüsseler Fondation Universitaire Heinsohn den „Liberty Award“ für seine „contribution to an open-minded and honest political debate“. Dabei standen neben seinen Verdiensten um Demokratie und Ökonomie auch seine Verdienste um das deutsch-polnische Verhältnis im Mittelpunkt. Im September 2021 erhielt er die Medaille Odwaga i Wiarygodność (etwa: Courage und Glaubwürdigkeit) für seine Verdienste um das Bild Polens in der Welt, die vom polnischen Ministerpräsidenten Mateusz Morawiecki überreicht wurde.

## Veröffentlichungen

### Werke (Auswahl)
- Vorschulerziehung und Kapitalismus. Eine soziologische Untersuchung der Ursachen, systemverändernden Möglichkeiten und Verwirklichungsschwierigkeiten von Reformbestrebungen in der Vorschulerziehung des kapitalistischen Deutschland, Frankfurt am Main 1971.
- mit Barbara M. C. Knieper: Theorie des Kindergartens und der Spielpädagogik. Suhrkamp, Frankfurt am Main 1975 (es 809), ISBN 3-518-00809-9.
- mit Rolf Knieper: Theorie des Familienrechts. Geschlechtsrollenaufhebung, Kindesvernachlässigung, Geburtenrückgang. Suhrkamp, Frankfurt am Main 1976 (edition suhrkamp 747), ISBN 3-518-00747-5.
- mit Rolf Knieper und Otto Steiger: Menschenproduktion. Allgemeine Bevölkerungstheorie der Neuzeit. Suhrkamp, Frankfurt am Main 1979, ISBN 3-518-10914-6.
- als Herausgeber: Das Kibbutz-Modell. Bestandsaufnahme einer alternativen Wirtschafts- und Lebensform nach sieben Jahrzehnten. Suhrkamp, Frankfurt am Main 1982 (es 998), ISBN 3-518-10998-7.
- Privateigentum, Patriarchat, Geldwirtschaft, sozialtheoretische Rekonstruktion zur Antike. Suhrkamp, Frankfurt am Main 1984 (suhrkamp taschenbuch wissenschaft 455), ISBN 3-518-28055-4.
- mit Otto Steiger: Die Vernichtung der weisen Frauen. Beiträge zur Theorie und Geschichte von Bevölkerung und Kindheit. März, Herbstein 1985, ISBN 3-88880-057-9 (14. Auflage, mit einem ausführlichen, aktualisierten Nachwort zur vierten, erweiterten Neuausgabe: März—Area, Erftstadt 2005, ISBN 3-89996-340-7.)
- Was ist Antisemitismus? Der Ursprung von Monotheismus und Judenhaß. Eichborn, Frankfurt am Main, 1988, ISBN 3-8218-0418-1.
- Die Sumerer gab es nicht. Von den Phantom-Imperien der Lehrbücher zur wirklichen Epochenabfolge in der „Zivilisationswiege“ Südmesopotamien; Darstellung der Probleme und Vorschläge für ihre Lösung in einem chronologischen Überblick. Eichborn, Frankfurt am Main 1988, ISBN 3-8218-0411-4.
- mit Heribert Illig: Wann lebten die Pharaonen? Archäologische und technologische Grundlagen für eine Neuschreibung der Geschichte Ägyptens und der übrigen Welt. Eichborn, Frankfurt am Main, 1990, ISBN 3-8218-0422-X. (Dritte, korrigierte Auflage: Mantis, Gräfelfing 1999, ISBN 3-928852-20-5.)
- Wie alt ist das Menschengeschlecht? Stratigraphische Grundlegung der Paläoanthropologie und der Vorzeit. Mantis, Gräfelfing, 1991, ISBN 3-928852-25-6. (Vierte, korrigierte Auflage: Mantis, Gräfelfing 2004, 6. Auflage 2009, ISBN 3-928852-25-6.)
- Wer herrschte im Industal? Die wiedergefundenen Imperien der Meder und Perser. Mantis, Gräfelfing, 1993, ISBN 3-928852-07-8 (2. Aufl. 1997).
- Warum Auschwitz? Hitlers Plan und die Ratlosigkeit der Nachwelt. Rowohlt, Reinbek bei Hamburg, 1995, ISBN 3-499-13626-0.
- Eigentum, Zins und Geld. Ungelöste Rätsel der Wirtschaftswissenschaft. Rowohlt, Reinbek bei Hamburg 1996, ISBN 3-89518-494-2. (Siebente Auflage: Metropolis, Marburg 2010, ISBN 978-3-89518-844-2.)[67]
- Anfang und Ende des Klimawahns. Management Zentrum St. Gallen, St. Gallen 1996, zweite erweiterte Ausgabe 1997, sowie auch in: Leviathan 4 (1996) 445–455.
- Die Erschaffung der Götter. Das Opfer als Ursprung der Religion. Rowohlt, Reinbek bei Hamburg, 1997, ISBN 3-498-02937-1, 2.,überarbeitete Auflage, 2012.
- Lexikon der Völkermorde. Rowohlt, Reinbek bei Hamburg, 1998, ISBN 3-499-22338-4.
- Söhne und Weltmacht. Terror im Aufstieg und Fall der Nationen. Orell Füssli, Zürich 2003, ISBN 3-280-06008-7. (Zweite, erweiterte Auflage 2006; als Taschenbuch bei Piper, München–Zürich 2008, ISBN 978-3-492-25124-2, online, PDF, 3,6 MB)
- mit Otto Steiger: Eigentumsökonomik. Metropolis, Marburg 2006, ISBN 3-89518-534-5, zweite, durchgesehene Auflage 2008.
- mit Otto Steiger, hrsg. v. Frank Decker: Ownership Economics. On the Foundations of Interest, Money, Markets, Business Cycles and Economic Development. Routledge, New York 2012.[68] ISBN 978-0-415-64546-1.
- Wettkampf um die Klugen. Kompetenz, Bildung und die Wohlfahrt der Nationen, Orell Füssli, Zürich 2019, ISBN 978-3-280-05707-0

### Medienbeiträge
- Ausländer sind die Lösung…, in: Focus, 26. Juli 2010.
- Amerika braucht dringend mehr Einwanderer, in: Die Welt, 7. Juni 2015.